# Stadthalle Hamburg

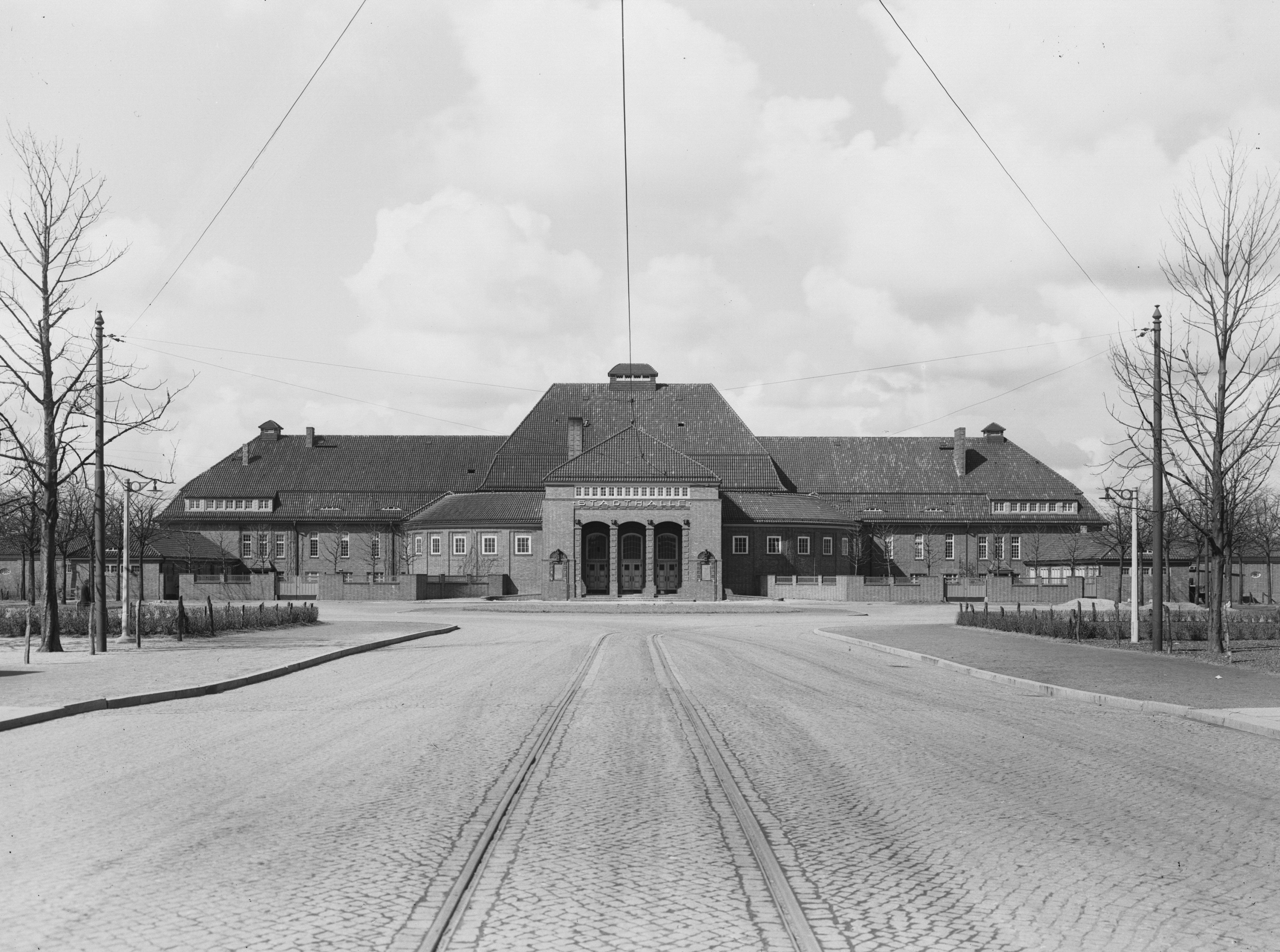
Stadthalle von Osten mit Straßenbahnanbindung

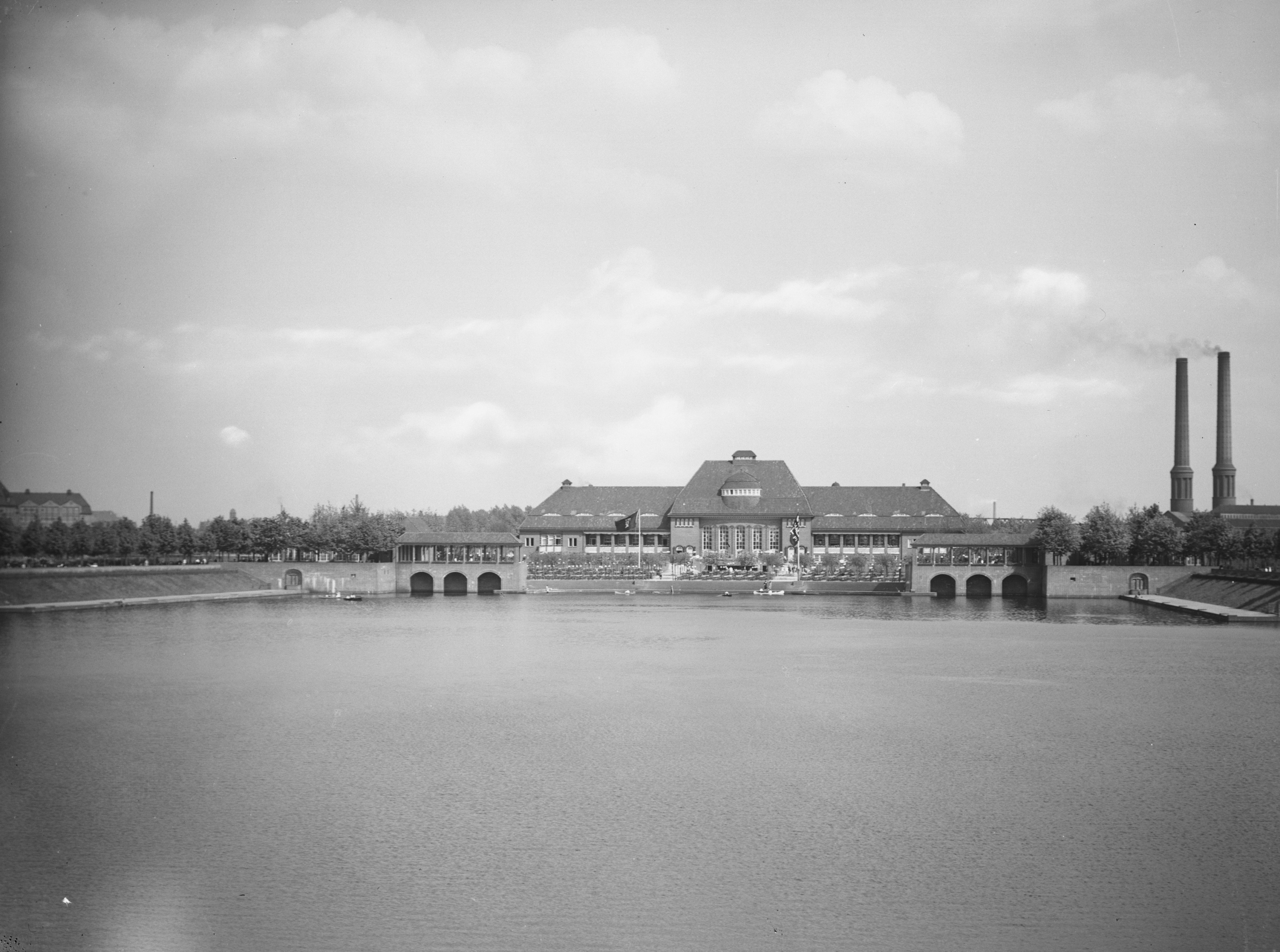
Stadthalle vom Stadtparksee aus

Die Stadthalle war das Hauptrestaurant des Hamburger Stadtparks, das für große Veranstaltungen ausgelegt war. Es bot Platz für rund 10.000 bis 14.000 Gäste.

## Lage
Die Stadthalle lag am Haupteingang des Stadtparks am östlichen Endpunkt einer Sichtachse über den See und die Festwiese bis zum Planetarium.

## Entstehung
Die Halle wurde im Rahmen der 1910 von Ferdinand Sperber und Fritz Schumacher durchgeführten Planung des Stadtparks konzipiert, deren Auftraggeber die Freie und Hansestadt Hamburg war. Während der Stadtpark bereits vier Jahre später eröffnet wurde, verzögerte sich der Bau der Stadthalle wegen des Ersten Weltkrieges. Der Rohbau entstand in den Jahren 1912 bis 1916, die Fertigstellung erfolgte erst 1924.
Der dreiteilige Saalbau mit zwei Arkadenflügeln, Musikpavillons, Nebensälen und der Terrasse war für die damalige Zeit pompös ausgestattet. Der Architekt war Hermann Höger. Die Fassaden wurden von Richard Kuöhl gestaltet. Die künstlerische Gestaltung der Räume lag in den Händen der Künstler Otto Fischer-Trachau (1878–1958) und Bernhard Hopp. Fischer-Trachau gestaltete das Deckenbild im Kuppelsaal und Hopp den „Hochzeitssaal“, die Eingangsräume und den zweiten Nebensaal im Südflügel, dem „Roten Saal“.

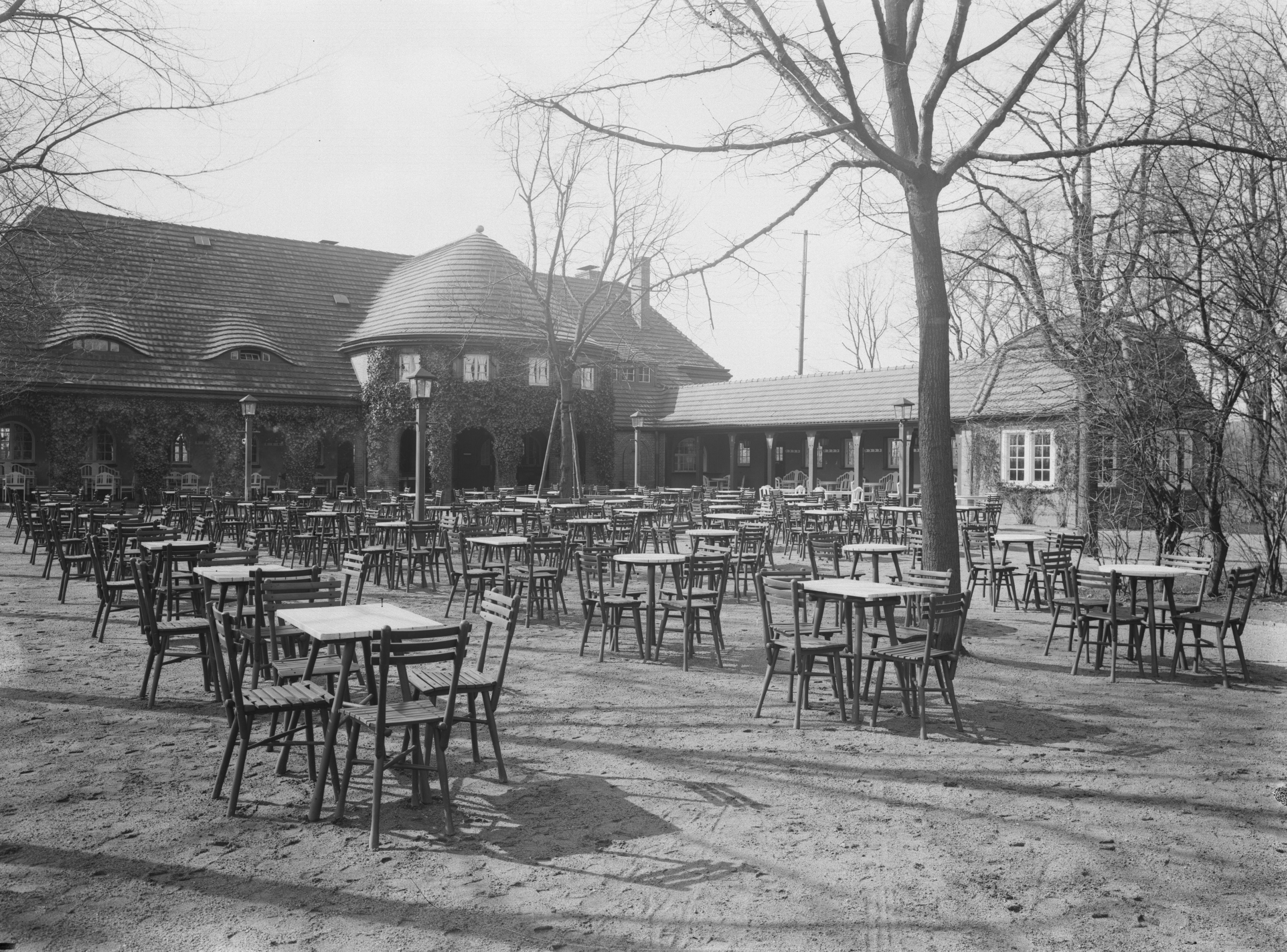
Außenanlage Ostseite
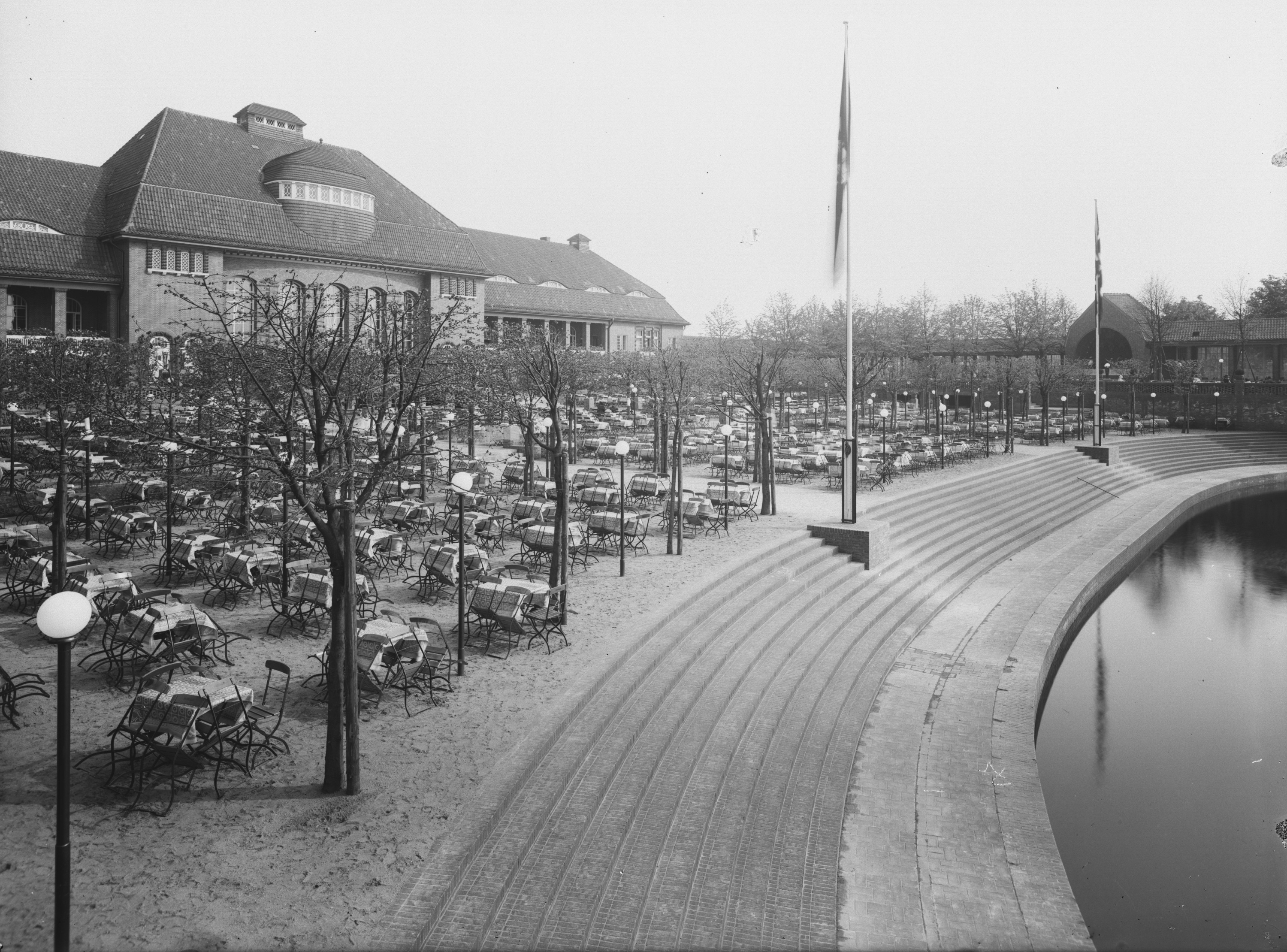
Außenanlage Seeseite
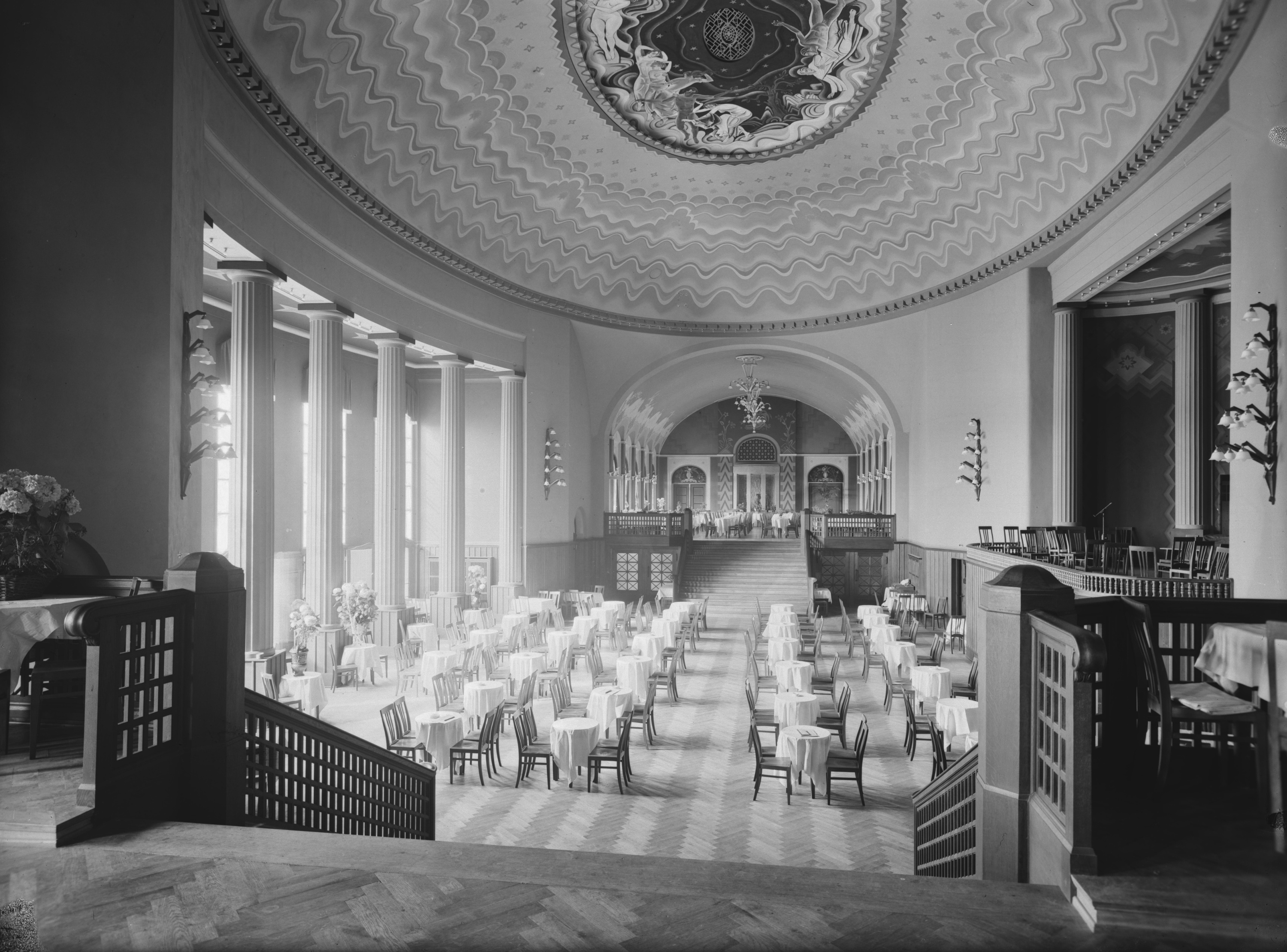
Kuppelsaal
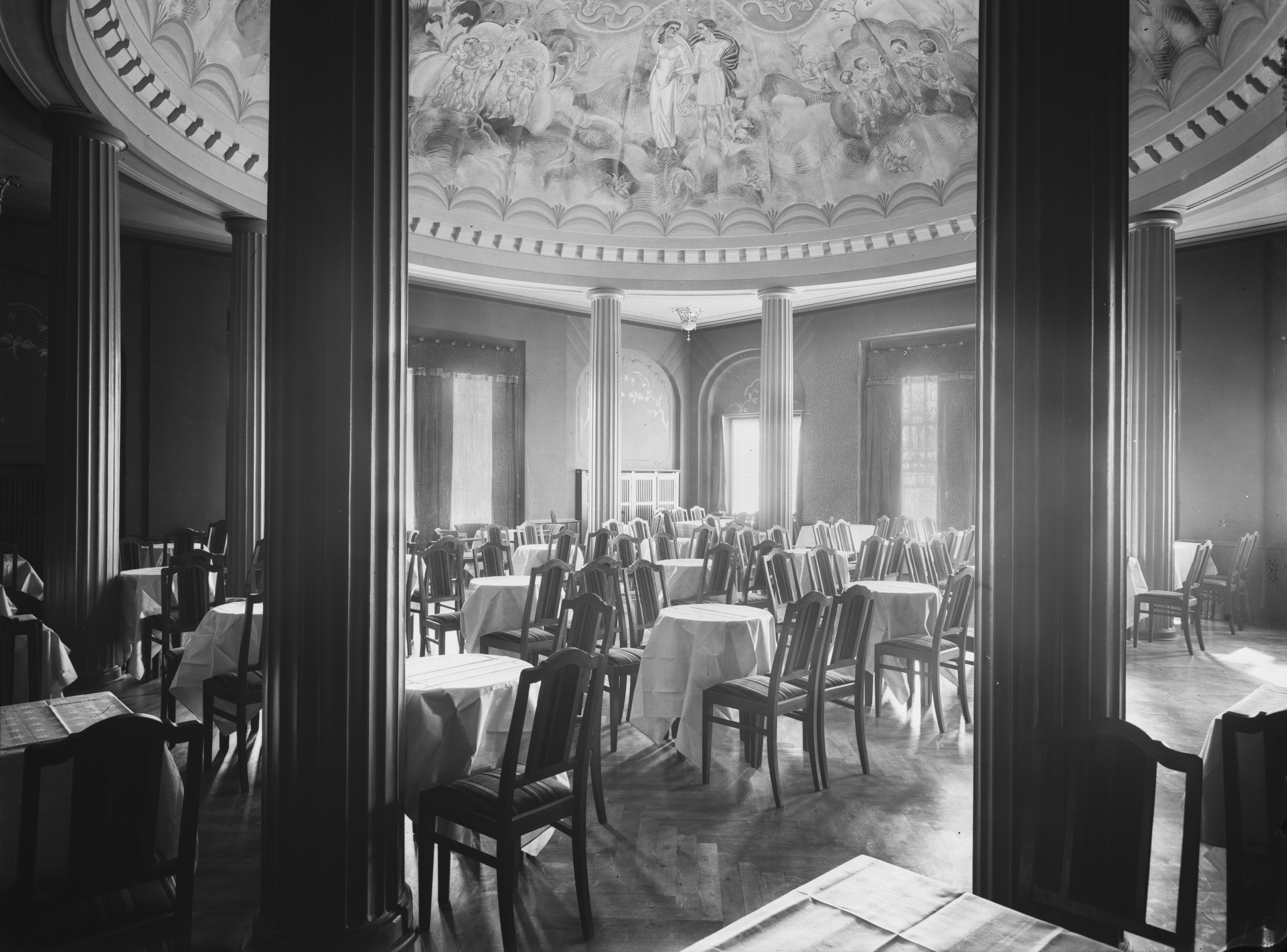
Hochzeitssaal
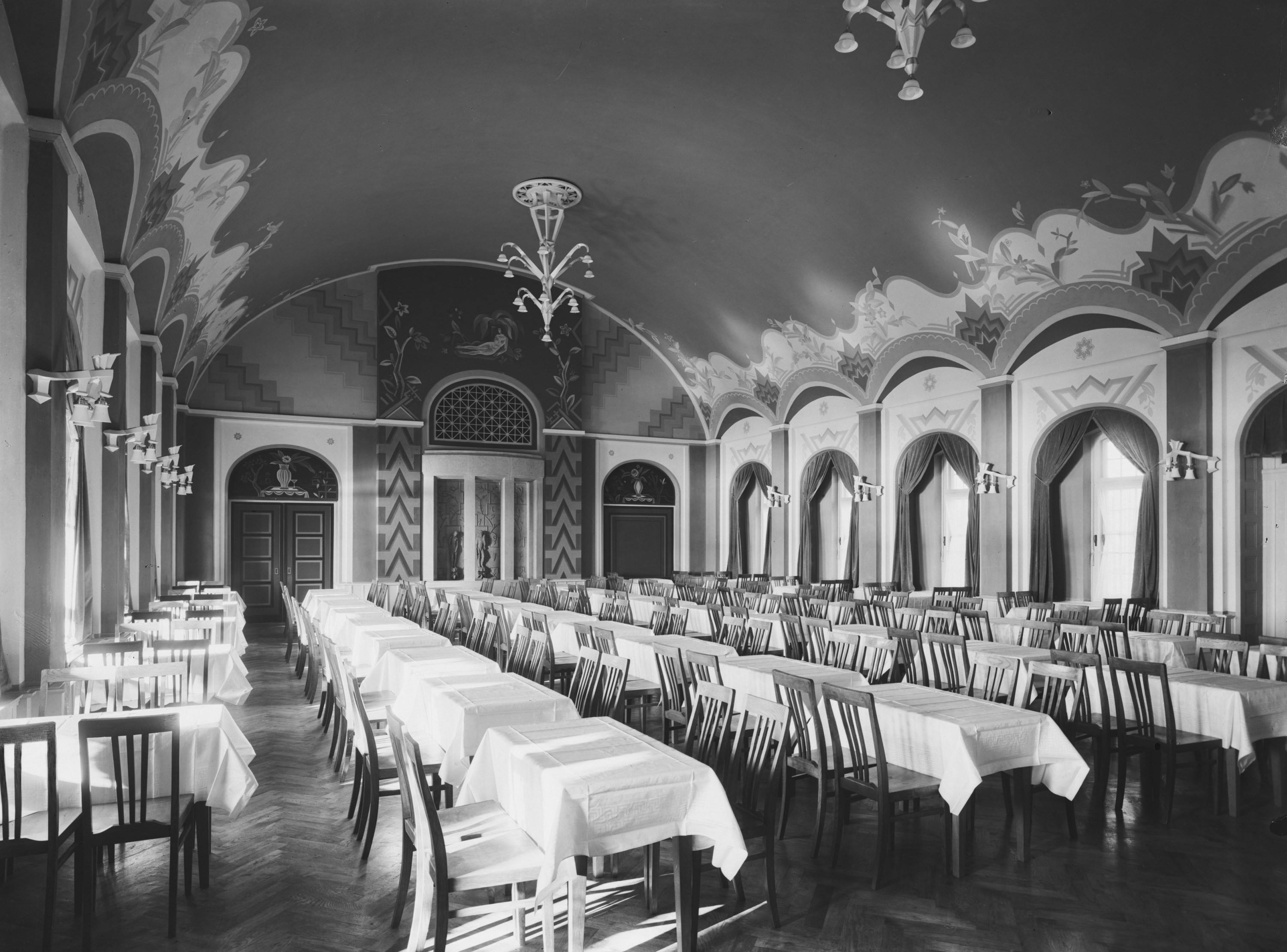
Roter Saal

## Anbindung
1921 wurde eine der ersten Neubaustrecken der Hamburger Straßenbahn zur Stadthalle eröffnet, die über die Stadthallenbrücke führte.
Hinter der Stadthalle lag der Stadtparksee mit einem kleinen Hafen, der 1936 zum Freibad umgebaut wurde und noch heute existiert. Er konnte per Boot oder mit einem Alsterdampfer-Pendelverkehr vom Mühlenkamper Fährhaus aus über den Goldbekkanal erreicht werden. In den 1930er Jahren wurde außerdem eine Badeanstalt eingerichtet. Auch sie besteht noch heute.

## Zerstörung
Im Zweiten Weltkrieg wurde die Stadthalle durch einen Bombenangriff während der Operation Gomorrha im Juli 1943 stark beschädigt und 1951/52 schließlich abgerissen. Unscheinbare Reste sind heute noch zu erkennen. Auf Teilen der Grundfläche entstand später ein großes kreisrundes Fontänenbecken, auf dem Modellbauer ihre Boote fahren lassen. Die Treppenanlagen sind erhalten geblieben.